# Langue des signes azérie
La langue des signes azérie (en azéri : Azərbaycan işarət dili), est la langue des signes utilisée par une partie des personnes sourdes et de leurs proches en Azerbaïdjan.
Cette langue des signes n'a pas de codes linguistiques.
Bien qu'elle soit parlée par environ 31 000 personnes, elle n'est pas reconnue comme langue officielle par l'Azerbaïdjan.

## Histoire
Cette langue des signes a été développée à partir de la langue des signes russe à l'époque soviétique. Elle était également liée à la langue des signes turque.